# Rostbauchamazilie
Die Rostbauchamazilie (Amazilis amazilia, Syn.: Amazilia amazilia), manchmal auch Lessonamazilie genannt, ist eine Vogelart aus der Familie der Kolibris (Trochilidae). Die Art hat ein großes Verbreitungsgebiet, das die südamerikanischen Länder Peru und Ecuador umfasst. Der Bestand wird von der IUCN als „nicht gefährdet“ (least concern) eingeschätzt.

## Merkmale
Die Rostbauchamazilie erreicht eine Körperlänge von etwa 9 bis 10 cm, wovon der rote Schnabel mit schwarzer Spitze ca. 18 bis 21 mm ausmacht. Der Kopf und der Rücken glänzen metallisch grün, wobei die Oberflügeldecken etwas matter und dunkler sind. Die Schwungfedern sind braun mit leichtem Kupferstich. Der Bürzel und die Oberschwanzdecken sind rostrot. Die Kehle glitzert bläulich grün. Die Brust, der Bauch und die Unterschwanzdecken sind rostrot, wobei die Unterschwanzdecken weiß gesäumt sind.

## Verbreitung und Lebensraum
Rostbauchamazilien bewegen sich vorwiegend in Wüstengestrüpp, in Buschland, in Laubwäldern und in den Gärten der Tiefebenen. Meist sind sie nur in Höhen unter 1000 Metern, regional aber auch bis zu 2400 Meter zu finden. Wenngleich sie trockene Gebiete zu bevorzugen scheinen, kommen sie gelegentlich auch in feuchteren Gebieten vor.

## Verhalten
Die Rostbauchamazilie ernährt sich vom Nektar der Gattungen Erythrina, Psittacanthus und anderer Blütenkronen mittlerer Größe. Sie fängt auch kleine Insekten und Spinnen. Das Männchen verhält sich territorial. Es wurden Nahrungskonkurrenten mit anderen Kolibriarten wie dem Baerkolibri (Leucippus baeri) und der Kurzschwanzelfe (Myrmia micrura) sowie mit dem Zuckervogel (Coereba flaveola) beobachtet.

## Fortpflanzung
Die Rostbauchamazilie brütet ganzjährig. Nester der Unterart A. a. alticola wurden im November bis März beobachtet. Sie sind becherförmig, 3 cm hoch und aus Pflanzenwolle, braunen Fasern und weißen Haarkelchen gebaut – manchmal außen mit Flechten verziert – und mit Spinnweben befestigt. Als Nistplätze werden die Enden überhängender und flacher Äste oder auch horizontaler Äste etwa 1–5 m über dem Boden gewählt. In Ecuador wurden Nester in Zypressen- und Korallenbaumgesträuch gefunden. Das Gelege besteht aus zwei weißen Eiern, die Brutzeit beträgt 16–18 Tage. Es brütet allein das Weibchen. Die Küken sind schwärzlich mit gelbbraunem Flaum und wiegen zwei Tage nach dem Schlüpfen 0,5 g. Mit 17–25 Tagen werden sie flügge.

## Lautäußerungen
Der Ruf klingt wie eine Serie von keuchendem Geschnatter und Trällern. Das Geschnatter von A. a. amazilia klingt wie ein abnehmendes seet seeuuu. Der Ruf von A. a. leucophoea klingt ähnlich, doch sind die seet see sew su so-Rufe etwas ausgedehnter. Der Ruf von A. a. dumerilii hört sich wie ein kurzes jert mit Geratter oder gelegentlich wie ein liebliches tsip an.

## Unterarten

Verbreitungsgebiet der Rostbauchamazilie

Bisher sind sechs Unterarten bekannt:
- Amazilia amazilia alticola Gould, 1860[6] kommt im Süden Ecuadors vor. Sie ähnelt A.  a. leucophoea, ist aber deutlich größer. Dazu weisen Wangen und Nackenseiten weniger goldengrüne Färbungen auf. Die Unterseite ist deutlich weißer gefärbt.[7]
- Amazilia amazilia azuay Krabbe & Ridgely, 2010[8] ist im Südwesten Ecuadors verbreitet. Sie ähnelt A.  a. alticola, unterscheidet sich aber durch die deutlich weißere Unterseite mit nur wenig Rostbraun.[9]
- Amazilia amazilia dumerilii (Lesson, 1832)[10] kommt im Westen Ecuadors sowie im Nordwesten Perus vor. Sie unterscheidet sich von der Nominatform durch einen weißen Fleck im unteren Halsbereich und Bauch. Der Schwanz ist überwiegend grün.[1]
- Amazilia amazilia leucophoea Reichenbach, 1854[11] ist im Nordwesten Perus verbreitet. Sie ähnelt A. a. dumerilii, von der sie sich durch den rötlichbraunen Schwanz unterscheidet.[1]
- Amazilia amazilia amazilia (Lesson & Garnot, 1827)[12] – die Nominatformkommt im Westen Perus vor.
- Amazilia amazilia caeruleigularis Carriker, 1933[13] findet man im Südwesten Perus. Im Gegensatz zur Nominatform ist die gesamte Kehle glitzernd blau.[13]

Laut André-Alexander Weller vom Zoologischen Forschungsmuseum Alexander Koenig könnte A. a. alticola  aufgrund von Unterschieden in ihrem natürlichen Lebensraum und ihrer Vokalisierung eine eigene Art sein. Das South American Check-list Committee zweifelt den Artstatus 2021 weiterhin an und fordert mehr Forschungsarbeiten zu diesem komplexen Thema.

## Etymologie und Forschungsgeschichte
René Primevère Lesson und Prosper Garnot beschrieben die Rostbauchamazilie unter dem Namen Orthorhynchus  Amazilia. Das Typusexemplar stammte aus Callao. Erst später wurde sie der Gattung Amazilia zugeschlagen. Oft findet man in der Literatur Lesson als einzigen Autoren. Da die Lieferung 4 der Tafeln vor der Erstbeschreibung durch Lesson im Jahre 1828 erschienen ist, gelten aber beide als Erstautoren. Das Wort Amazilia stammt aus einem Roman von Jean-François Marmontel, der in Les Incas, ou La destruction de l'empire du Pérou von einer Inkaheldin namens Amazili berichtet. Das Wort alticola ist ein Wortgebilde aus den lateinischen Wörtern altus für „hoch“ und -cola, colere für „Bewohner, bewohnen“. Das Wort azuay steht für die ecuadorianische Provinz Azuay. Mit dumerilii ehrte Lesson André Marie Constant Duméril für seine zahlreichen wissenschaftlichen Arbeiten, die mit seinem Namen verbunden sind. Das Wort leucophoea leitet sich vom griechischen Wort λευκοφαής leukophaḗs für „weiß schimmernd“ ab. Ein weiteres lateinisches Wortgebilde ist caeruleigularis, welches aus caeruleus für „dunkelblau“ und -gularis, gula von „-kehlig, Kehle“ zusammensetzt.